# Tataouine
| 1. | Castelo romano de Ras Oued el Gordab (Ghomrassen) |
| 2. | Ruínas duma exploração agrícola (Merabtine)       |
| 3. | Castelo romano de Ras El Aïn (Talalati)           |
| 4. | Vestígios duma pequena localidade                 |
| 5. | Túmulo                                            |
| 6. | Ruínas duma quinta                                |

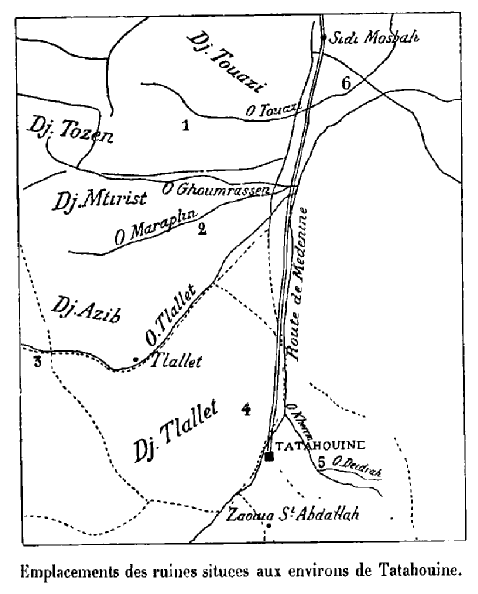
Mapa com a localização das ruínas arqueológicas da região de Tataouine:

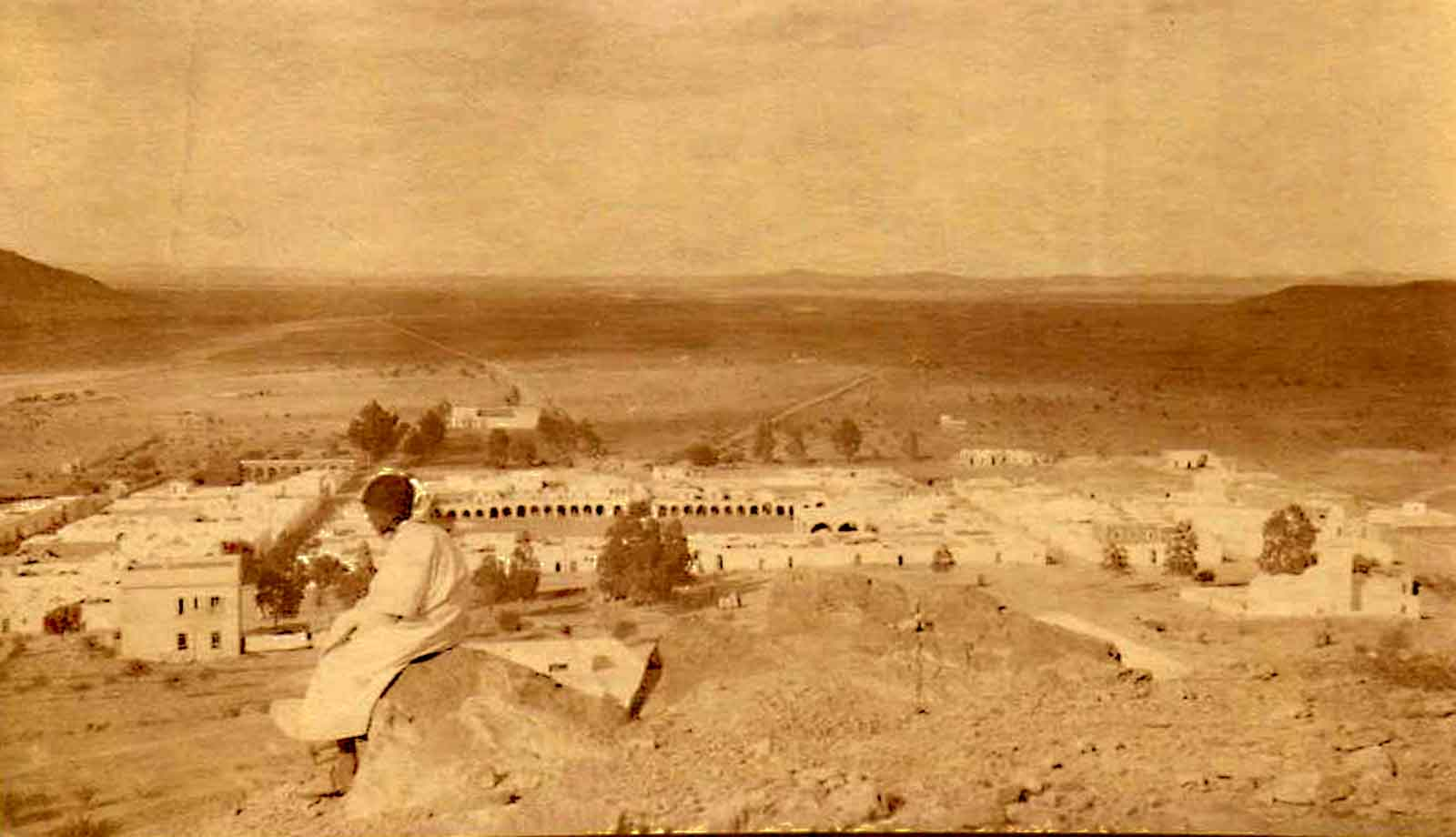
Vista panorâmica de Tataouine em 1925

Tataouine (em árabe: تطاوين; romaniz.: Taṭāwīn), antigamente chamada Foum Tataouine é uma cidade do sul da Tunísia e a capital da província (gouvernorat) de homónima e das delegações (espécies de distritos ou grandes municípios) Tataouine Norte e Tataouine Sul. O município tem 42 km² de área e em 2004 tinha 59 346 habitantes (densidade: 1 413 hab./km²).
Outras transliterações ou variantes do nome da cidade são Tatahouine, Tatahouïne, Tatawin, Fum Taţāwīn, Fumm Tattauin, Foum Tatahouine, Fum Tatawin e Tatooine. A última foi usada pelos criadores da saga cinematográfica Star Wars para batizar o planeta fictício da família Skywalker. O nome tem origem no termo berbere Tittawin, que significa literalmente "olhos", que tem o sentido figurado de "nascentes de água". O mesmo termo deu origem ao nome da cidade marroquina de Tetuão (Tiṭṭawin em berbere local). O termo Foum entretanto abandonado significa "boca" ou "entrada" em árabe.
A cidade situa-se num oásis do deserto do Saara, rodeada de colinas áridas, 50  km a sul de Medenine, 80 km a sudoeste-oeste de Ben Gardane, 80 km a norte de Remada, 140 km a sul de Gabès e 500 km a sul de Tunes (distâncias por estrada).
A região é conhecida pela abundância de habitações trogloditas antigamente usadas pela população nativa  berbere, cujo isolamento térmico permitia resistir às granes variações de temperatura do deserto, sobretudo ao calor durante o verão, ao mesmo tempo que oferecia proteção contra ataques. A região é igualmente famosa pelos seus ksour (singular: ksar ou alcácer), celeiros fortificados dos berberes nómadas, nomeadamente Ksar Ouled Soltane, Ksar Hadada, Ksar Ouled Debbab e Ksar el Ferch, e também pelas aldeias tradicionais berberes de Chenini, Douiret, Guermessa e Ghomrassen. Estas características e o dramatismo da paisagem constituem o principal atrativo para turistas e para cineastas, nomeadamente George Lucas, que ali filmou parte do filme Star Wars Episódio IV: Uma Nova Esperança.

## História
Conhecida como a "porta do deserto", o oásis de Tataouine começou por ser um simples entreposto na rota das caravanas entre Gabès, a Fazânia (sudoeste da Líbia) e o Sudão. A presença humana na região remonta ao Neolítico e conhecem-se vários vestígios dessa época e da Proto-História, como por exemplo os sítios arqueológicos de Ghomrassen, situado 16 km em linha reta a noroeste de Tataouine, e do Djebel Nekrif, situado 20 km a sudoeste. Há também vestígios dos períodos púnico e romano.
Na zona existiram vários castros (posições fortificadas ou de acantonamento das legiões romanas) do Limes Tripolitanus (fronteira do Império). Um dos castra, Talalati, situava-se em Ras El Aïn Tlalet, a oeste da cidade e perto da estrada romana que ia de Gigthis (Boughrara), a norte, a Tillibari (Remada), a sul. Baseando-se no Itinerário de Antonino, um guia das estradas romanas, provavelmente do século III, o arqueólogo francês Jules Toutain avançou a hipótese da estação chamada Tabalati se localizar em Tataouine, mas não foram encontradas quaisquer provas arqueológicas para essa hipótese, raramente retomada posteriormente, pois geralmente considera-se Tabalati um alótropo (variante) de Talalati.

Pouco depois da instituição do protetorado, em 1888 os franceses instalam no que é hoje Tataouine uma base militar e centro de informações, em substituição do que existia em Douiret, considerado muito afastado para controlar as tribos dos Ouderna, que tradicionalmente se reúnem em volta de dois grandes centros nevrálgicos da região dos alcáceres: um económico (soco), em redor da aldeia de Beni Barka, e outro espiritual, o santuário de Sidi Abdallah Boujlida, um marabuto venerado por toda a confederação dos Ouerghemma, em Foum Tataouine. Em 1892, os franceses constroem um soco a 500 metros do campo militar, que conta com mais de cem lojas exploradas por comerciantes originários de Gabés e principalmente de Jerba, muitos deles judeus, provavelmente vindos de Hara Sghira. O sub-oficial Dimier, de passagem em Tataouine, descreve:
| “ | O souk de Tataouine é vasto e rodeado de galerias cobertas, onde estão instaladas as lojas onde se para ou onde se trata dos negócios. Às gentes que vêm do interior, era como um paraíso. Todos os alegres lá iam. | ” |

A localidade foi dotada duma mesquita em 1898, a que foi acrescentado um minarete em 1911. Em 1913 foi inaugurado uma estação de correios, em 1914 abriu uma dispensário (estabelecimento hospitalar gratuito) com enfermaria, em 1916 uma escola primária e um tribunal. A cidade tem também uma sinagoga e uma igreja, esta última construída durante a Primeira Guerra Mundial.
Até 1938, ano em que foram abolidas as colónias penais francesas, funcionou em Tataouine uma colónia penal do exército francês. Os recrutas dos batalhões de infantaria ligeira de África (Bat’ d'Af’) ali instalados eram condenados de direito comum ou soldados punidos por indisciplina. As condições de detenção tinham fama de ser muito duras. A antiga colónia foi trasnformada num quartel do exército tunisino após a independência. A cidade continuou a ter uma importante guarnição militar francesa até 1951.[carece de fontes?]

## Turismo e eventos
A cidade animada é um local de paragem e base para a generalidade dos circuitos turísticos do sul da Tunísia, onde as principais atrações são os ksour e as aldeias tradicionais berberes, com as suas habitações trogloditas. Apesar do dinamismo do turismo saariano, a cidade preserva a sua identidade e a sua arquitetura tradicional. Há dois socos (mercados) semanais, um nas segundas-feiras outro nas quintas-feiras, que alguns incluem entre os mais pitorescos da Tunísia.[carece de fontes?]
No mês de março tem lugar o Festival Internacional dos Ksour Saarianos, que inclui apresentações de música e dança folclóricas, poesia, arte, atividades tradicionais do deserto, feiras de artesanato, concurso de beleza de camelos, mostras de cavalos,  gastronomia, etc. No festival participam grupos, artistas e artesãos tunisinos e de outros países do Magrebe.[carece de fontes?]

## Tataouine na cultura popular francesa
Os franceses têm uma expressão popular — «aller à Tataouine» (ir a Tataouine) ou «aller à Tataouine-les-Bains» (ir a Tataouine-os Banhos) que significa ir perder-se no fim do mundo. A expressão tem origem na presença da colónia penal e o sufixo "les-Bains", frequente em topónimos franceses com o sentido de longínquo, isolado, longe da metrópole, acentua o sentido de muito distante e junta ironia, pelo facto de Tataouine ser um lugar desértico, a que não se associam banhos.[carece de fontes?]
No Quebeque usa-se também o verbo tataouiner, que significa "ser pouco célere" ou, em sentido mais figurado, tergiversar inutilmente "tergiversar inutilmente".[carece de fontes?]